# هالوتریکیت
هالوتریکیت  (به انگلیسی: Halotrichite) با فرمول شیمیایی Fe+2 Al2 [SO4]4. 22H2O از مجموعه کانی هاست و درآب محلول است و در هوای آزاد متلاشی می‌گردد. در زبان یونانی hals به معنی نمک و Thrix به مفهوم مو می‌باشد. درآب محلول است و در هوای آزاد متلاشی می‌گردد. FeO:۸٫۰۷٪  Al2O۳:۱۱٫۴۵٪  SO۳:۳۵٫۹۷٪  H2O:۴۴٫۵۱٪  برای اولین بار در چک اسلواکی کشف شد و از نظر شکل بلور: سوزنی- منشوری، رنگ: بیرنگ - سفید متمایل به زرد - متمایل به سبز، شفافیت: نیمه شفاف، جلا: شیشه‌ای - ابریشمی، رخ: کامل - مطابق باسطح، سیستم تبلور: مونوکلینیک و در رده‌بندی سولفات است  و منشأ تشکیل آن ثانوی است.
همایند کانی‌شناسی (پارانژ) آن - آلونژن- پیکرنژیت- کوپیاپیت است
، از نظر ژیزمان قشری - رشته‌ای - بلورهای کوچک تقریباْ کمیاب است و بیشتر در آلمان شرقی و غربی، یوگسلاوی، چک اسلواکی، شیلی و آمریکا یافت می‌شود.

## منبع
- پردیس کشاورزی ایران